# Председничка кампања Доналда Трампа 2024.
Доналд Трамп, који је био 45. председник Сједињених Држава од 2017. до 2021. године, најавио је своју кампању за америчке председничке изборе 2024. 15. новембра 2022. године. Након што је однео убедљиву победу на примарним изборима републиканаца у Ајови 2024, Трамп је генерално описан као претпостављени кандидат Републиканске странке. Званично је номинован 15. јула 2024. на Републичкој националној конвенцији у Милвокију, када је такође најавио Џеј Ди Венса, млађег америчког сенатора из Охаја, као кандидата за потпредседника. Њих двојица су се у почетку суочили са претпостављеним кандидатима за Демократску странку актуелног председника Џоа Бајдена и потпредседнице Камале Харис. Међутим, 21. јула 2024. Бајден се повукао из трке, а Харис је постала демократски председнички кандидат, изабравши гувернера Минесоте Тима Волза за свог кандидата.
Питања Трампове кампање укључивала су: спровођење антиимигрантске политике и масовну операцију депортације легалних и илегалних имиграната; праћење изолационистичког спољнополитичког програма „Америка на првом месту“; укидање и замена Закона о приступачној нези; залагање за порицање климатских промена и платформу против чисте енергије; укидање Одељења за образовање; спровођење анти-ЛГБТ политике; и праћење онога што је описано као неомеркантилистички трговински план. Његова кампања је предложила знатно проширење овлашћења извршне власти над савезном владом, што би се постигло кроз наметање система плена преко Прилога Ф, и упућивање америчког Министарства правде да настави са гонењем домаћих политичких непријатеља. Такође је привукао значајну медијску пажњу због својих блиских веза са Херитиџ фондацијом, која је развила Пројекат 2025, приручник који је критикован због потенцијалног олакшавања Трамповог успона до диктаторске моћи и усмеравања Сједињених Држава ка аутократији. Трамп је одбацио било какву везу са Пројектом 2025, означивши неке од предлога као „апсолутно смешне“ и „озбиљно екстремне“, али је одјекнуо у многим његовим садржајима на догађајима у његовој кампањи.
Током своје кампање, Трамп је давао бројне лажне и обмањујуће изјаве,  користио је расистичку, запаљиву реторику и промовисао теорије завере као што је Кјуанон  Извршио је многе личне нападе на свог противника, од којих се неколико сматрало сексуалним по природи, расистичким и мизогинистичким, и сматрао се континуираним кршењем политичких норми. Почевши од Дана ветерана у новембру 2023., Трамп је све више подржавао насилну и ауторитарну реторику. Користио је дехуманизирајући језик против својих политичких непријатеља, и његова кампања из 2024. редовно је подржавала антиимигрантски нативизам и анти-трансродне изазивање страха.  Трампов загрљај крајње десног екстремизма и оштрију реторику против његових политичких непријатеља историчари и научници су описали као популистичку, ауторитарну, фашистичку и за разлику од било чега што је политички кандидат икада рекао у Америци историје.
Кампања се одвијала када се Трамп суочио са правним последицама четири кривичних оптужница подигнутих против њега 2023. године, као и грађанске истраге Трампове организације у Њујорку. У мају 2024, порота у Њујорку прогласила је Трампа кривим по 34 кривична дела фалсификовања пословних записа, што га је учинило првим бившим председником САД који је осуђен за злочин. Његова кампања је промовисала лажне тврдње да су му украдени избори 2020. услед Трампових невиђених покушаја да поништи те изборе и њихове кулминације у Сједињеним Државама 6. јануара Напад на Капитол, многи описују као покушај државног удара или самопреврат. Трамп је јавно прихватио напад од 6. јануара и обећао да ће помиловати оне који су оптужени за њихову умешаност у напад. Трамп је такође преживео два покушаја атентата током своје кампање, један у јулу 2024. на митингу у Пенсилванији и други следећег септембра на свом голф терену на Флориди.
Трамп и Венс су 5. новембра 2024. изабрани за председника и потпредседника Сједињених Држава, освојивши свих седам колебљивих држава за кумулативних 312 електорских гласова према Харисовим 226. Трамп је најстарија особа која је изабрана за председника и биће најстарији председник у америчкој историји на крају свог мандата. Такође је постао други председник који је служио неузастопни мандат после Гровера Кливленда.

## Саопштење
Трамп је 15. новембра 2022. објавио своју кандидатуру у Мар-а-Лагу у једносатном говору. Саопштење је уследило недељу дана након средњорочних избора 2022. на којима су кандидати које је подржавао Трамп имали лошији учинак од кандидата које није подржавао Трамп. Његов најавни говор је имао најмање „20 лажних и обмањујућих тврдњи“, изговарајући прву нетачну тврдњу „око два минута и неколико минута касније, означивши најмање четири хиперболичне тврдње о његовим сопственим достигнућима“. Њујорк Тајмс фектчекер је навео да је „господин Трамп поновио многа позната претеривања о сопственим достигнућима, поновио обмањујуће нападе на политичке противнике и дао страшне оцене које су биле у супротности са стварношћу“.
Њујорк пост је исмевао Трампову најаву пребацујући је на 26. страну и забележећи је на насловној страни са натписом „Човек са Флориде објављује“. У чланку се Мар-а-Лаго помиње као „Трампова библиотека поверљивих докумената“ у вези са истрагом која је у току у вези са Трамповим наводним неприкладним руковањем поверљивим материјалима које је донео у Мар-а-Лаго након свог председничког мандата из још нејасних разлога.

## Претпостављени кандидат
Националне примарне анкете показале су да Трамп води 50 поена у односу на друге кандидате током републиканских предизбора  Након што је однео убедљиву победу на председничким примарним изборима републиканаца у Ајови 2024, Трамп је генерално описан као претпостављени кандидат Републиканске странке за председника. Трамп је 12. марта 2024. званично постао претпостављени кандидат Републиканске странке.

## Избор потпредседника
Мајк Пенс је био Трампов потпредседник од 2017. до 2021. године, а Пенс је био Трампов изабрани потпредседник и на изборима 2016. и 2020. године. У марту 2021, Блумберг Њуз је известио да ако се Трамп поново кандидује 2024, Пенс „вероватно неће бити на листи“ и да је Трамп „разговарао о алтернативама Пенсу“, док су Трампови саветници „разговарали о идентификацији црне или женског кандидата за потпредседника“. за његову следећу трку“. У априлу 2021, Трамп је наговестио да разматра гувернера Флориде Рона Десантиса за ту функцију, истичући његово пријатељство са њим; касније је критиковао и исмевао Десантиса који је покренуо сопствену председничку кампању 24. маја 2023. У јуну 2022. године, бивши помоћник је сведочио да је Трамп рекао свом особљу током напада на Капитол Хил да је Пенс „заслужио“ скандирање „обеси Мајка Пенса“ које су изнели демонстранти. Међутим, у посту Truth Social, Трамп је демантовао да је рекао да Пенс заслужује да буде обешен.
У јануару 2024, независни председнички кандидат Роберт Ф. Кенеди млађи тврдио је да му је Трамп пришао да буде његов кандидат за кандидата и да је одбио понуду. Међутим, саветник Трампове кампање Крис ЛаСивита негирао је да је Трампова кампања икада пришла Кенедију да буде Трампов потпредседник, и додао да немају планове да то икада учине. У априлу је више извора блиских Трампу поново известило да размишља о Кенедију.
У јуну је објављено да је Трампова кампања доставила папире за проверу Бургуму, Карсону, Котону, Доналдсу, Рубиу, Скоту, Стефанику и Венсу.
У јулу, на Републичкој националној конвенцији 2024, Џеј Ди Венс је најављен као Трампов потпредседник.
Венс је први Охајо који се појавио на председничкој листи велике странке од Џона Брикера (потпредседник Томаса Дјуија 1944), прва особа која је имала длаке на лицу од самог Дјуија, у његовом узнемиреном губитку као председнички кандидат 1948, и први ветеран од Џона Мекејна 2008. године, од којих су сви били републиканци. Ако буде изабран, он би био први рођени Охаја који је изабран за потпредседника од Чарлса Доза 1924. године, први који је имао длаке на лицу од Чарлса Кертиса 1928. — од којих су обојица били републиканци — и први ветеран после Ала Гора 1992. Он је такође био први миленијалац, ветеран маринаца и ветеран рата у Ираку и ширег рата против тероризма на председничкој листи.

## Подршка
Политико је у децембру 2020. приметио да многе републиканске личности изражавају подршку Трамповој кандидатури 2024. Лидер републиканске мањине у Сенату Мич Меконел рекао је да би "апсолутно" подржао Трампа ако би овај поново био номинован. Бројни републикански званичници и на савезном и на државном нивоу брзо су подржали Трампову кандидатуру, док су други били познати по ћутању о том питању, а неколицина је изјавила противљење, укључујући сенатора Била Касидија и сенатора Мита Ромнија.
У априлу 2022, амерички обавештајни званичници оценили су да Русија намерава да се освети Бајденовој администрацији за њене санкције Русији и помоћ Украјини тако што ће интервенисати на изборима у Трампово име.
У августу 2024. Роберт Ф. Кенеди Млађи суспендовао је своју независну председничку кампању и подржао Трампа.
Блумберг је у јануару 2025. приметио како су бројни веома утицајни подкастери, укључујући Џоа Рогана, Теа Вона и Логана Пола, проширили Трампове поруке својој публици, ослањајући се на преклапање гостију и конзервативне ставове. Трећина анализираних видео снимака позивала је на гласање, убацивала се међу популарне неполитичке теме и апеловала на генерацију мушких гледалаца са ниским нивоом друштвене подршке и негативним погледом на своју будућност.

### Потпредседници
- 44. потпредседник Ден Квејл (1989–1993)

### Међународне политичке фигуре

#### Шефови држава и влада
- Председник Азербејџана Илхам Алијев
- Председник Пољске Анджеј Дуда
- Премијер Словачке Роберт Фицо
- Председник Белорусије Александар Лукашенко
- Премијер Северне Македоније Христијан Мицкоски
- Председник Аргентине Хавијер Милеј
- Премијер Мађарске Виктор Орбан
- Председник Србије Александар Вучић

##### Бивши
- Бивши премијер Аустралије Тони Абот
- Бивши премијер Чешке Андреј Бабиш
- Бивши председник Албаније Сали Бериша
- Бивши председник Бразила Жаир Болсонаро
- Бивши српски члан Председништва Босне и Херцеговине Милорад Додик
- Бивши председник Филипина Родриго Дутерте
- Бивши премијер Уједињеног Краљевства Борис Џонсон
- Бивши премијер Новог Зеланда Џон Кеј
- Бивши премијер и председник Чешке Вацлав Клаус
- Бивши председник Аргентине Маурисио Макри
- Бивши премијер Тринидада и Тобага Камла Персад-Бисесар
- Бивши канцелар Немачке Герхард Шредер
- Бивши премијер Уједињеног Краљевства Лиз Трас
- Бивши председник и премијер Чешке Милош Земан

#### Партијски лидери
- Матео Салвини
- Џордан Бардела
- Најџел Фараж
- Алис Вајдел
- Гирт Вилдерс

### Остали
- Сенатор Џеј-Ди Венс
- Сенатор Марко Рубио
- Сенатор Тед Круз
- Сенатор Мич Меконел
- Сенатор Линдзи Грахам
- Сенатор Тим Скот
- Сенатор Џон Тјун
- Сенатор Чак Гресли
- Сенатор Џон Барасо
- Сенатор Џони Ернст
- Сенатор Марша Блекбурн
- Сенатор Џон Корнин
- Сенатор Џош Хавли
- Сенатор Мајк Ли
- Сенатор Том Котон
- Члан Представничког дома Марјори Тејлор Грин
- Председник Представничког дома Мајк Џонсон
- Члан Представничког дома Весли Хант
- Члан Представничког дома Џим Џордан
- Члан Представничког дома Мет Гејц
- Главни уредник Форбс-а Стив Форбс
- Бизнисмен Илон Маск
- Глумац Силвестер Сталоне
- Певач Кање Вест
- Рвач Халк Хоган
- Боксер Џејк Пол
- Подкастер Џо Роган

## Примарни избори

### Табела
Кандидати на примарним изборима сортирани по броју делегата:
| Кандидат | Кандидат        | Последња функција                     | Повукао кандидатуру | Бр. делегата | Бр. гласова        | Освојене државе | Лого |
| -------- | --------------- | ------------------------------------- | ------------------- | ------------ | ------------------ | --------------- | ---- |
|          | Доналд Трамп    | 45.председник САД                     | Номинован           | 2.268        | 17.015.756 (76,4%) | 54              |      |
|          | Ники Хејли      | Амбасадор САД у Уједињеним нацијама   | 6. март 2024.       | 97           | 4.381.799 (19,7%)  | 2               |      |
|          | Рон Десантис    | Гувернер Флориде                      | 21. јануар 2024.    | 9            | 353.615 (1,6%)     | 0               |      |
|          | Вивек Рамасвами | Извршни шеф Strive Project Management | 15. јануар 2024.    | 3            | 96.954 (0,4%)      | 0               |      |
| Укупно   | Укупно          | Укупно                                | Укупно              | 2.377        | 22.264.875         | 56              |      |
|          |                 |                                       |                     |              |                    |                 |      |

## Резултати
Како су резултати објављени у изборној ноћи, 5. новембра 2024, Трамп је победио у више држава које су се мењале. У раним јутарњим сатима 6. новембра, медијски извори прогласили су Трампа победником на председничким изборима, приписавши му 276 гласова електорског колеџа где је било потребно 270 за победу.  Харис је затим телефонирао Трампу да призна и да му честита на победи, након чега је Трамп одржао победнички говор.
Од 9. новембра Трампу се приписује 312 електорских гласова у поређењу са 226 за Хариса. На народном гласању широм земље, Трамп је добио преко 2,2 милиона (1,5%) гласова више од Хариса. Трамп је први републикански председнички кандидат који је победио на националним изборима после Џорџа В. Буша 2004. Трамп је такође први републикански председнички кандидат који није на функцији који је победио на националним изборима од Џорџа Старог Буша 1988.